# Chuẩn bị hậu cần
Chuẩn bị hậu cần là tổng thể các hoạt động, biện pháp chuẩn bị về kế hoạch, tiềm lực, lực lượng, thế trận hậu cần, cơ sở vật chất kĩ thuật, hậu cần, tổ chức chỉ huy, điều hành hậu cần để sẵn sàng bảo đảm kịp thời, đầy đủ cho lực lượng vũ trang tác chiến trong mọi tình huống; là một bộ phận của chuẩn bị quân sự. Chuẩn bị hậu cần là một trong những nhiệm vụ cơ bản và là nguyên tắc bảo đảm hậu cần trong tác chiến, là cơ sở tiến hành các mặt bảo đảm hậu cần cho lực lượng vũ trang hoạt động tác chiến. Thực hiện tốt việc chuẩn bị hậu cần sẽ góp phần quan trọng bảo đảm cho tác chiến thắng lợi.

## Yêu cầu
Chu đáo, toàn diện; tích cực, chủ động, thường xuyên chuẩn bị sẵn sàng, lấy bảo đảm cho tác chiến thắng lợi làm mục tiêu.

## Nội dung
Chuẩn bị hậu cần được tiến hành theo 2 giai đoạn: giai đoạn chuẩn bị trước từ thời bình và giai đoạn chuẩn bị trực tiếp khi có tình huống chiến tranh.
Nội dung cơ bản gồm: chuẩn bị kế hoạch hậu cần; chuẩn bị lực lượng; chuẩn bị cơ sở vật chất hậu cần; chuẩn bị mạng đường vận tải; chuẩn bị các điều kiện cần thiết cho chỉ huy, chỉ đạo, điều hành hậu cần và bảo vệ hậu cần để bảo đảm cho tác chiến.
- Chuẩn bị kế hoạch bảo đảm hậu cần phải căn cứ vào ý định của người chỉ huy, nhiệm vụ và địa bàn tác chiến, yêu cầu cụ thể của kế hoạch tác chiến, cơ quan hậu cần tiến hành xây dựng kế hoạch hậu cần bảo đảm cho tác chiến (chiến đấu), yêu cầu xây dựng kế hoạch hậu cần phải cụ thể hóa theo từng giai đoạn, từng đợt và từng trận chiến đấu, trước hết là giai đoạn chuẩn bị và đợt đầu; đồng thời, phải có kế hoạch bổ sung vật chất tiêu hao sau từng giai đoạn, từng đợt tác chiến (chiến đấu); cụ thể hóa nhiệm vụ và chỉ tiêu bảo đảm đối với từng đơn vị thuộc quyền.
- Chuẩn bị lực lượng hậu cần bảo đảm cho tác chiến (chiến đấu) gồm chuẩn bị sắp xếp lại lực lượng hậu cần trong biên chế và được tăng cường hoặc được huy động; nội dung gồm tiếp nhận lực lượng bổ sung; tổ chức phân chia lực lượng, trang bị cho các cơ quan, cơ sở, đơn vị hậu cần; xác định nhiệm vụ và các mối quan hệ công tác của các tổ chức đó; giáo dục chính trị, huấn luyện bổ sung về nghiệp vụ, kĩ thuật cho lực lượng hậu cần.
- Chuẩn bị cơ sở vật chất hậu cần là việc tiếp nhận vật chất của cấp trên, điều tra và khai thác hậu cần tại chỗ, xây dựng kho dự trữ vật chất và các cơ sở hậu cần khác.
- Chuẩn bị mạng giao thông vận tải là việc nghiên cứu tận dụng mạng đường giao thông hiện có trong khu vực hậu phương với hiệu quả cao nhất và tập trung bảo đảm tốt cho mạng đường. Mạng giao thông vận tải phải được chuẩn bị chu đáo, kịp thời, bao gồm cả đường bộ, đường thủy, đường sắt, đường không (nếu có); chuẩn bị cả đường chính, đường dự bị, đường dọc và đường ngang, đường nhánh, đường vòng tránh; các đoạn qua sông, suối phải chuẩn bị phương tiện để vượt qua; mạng giao thông phải liên hoàn, vững chắc, có đường dự bị và phương tiện bảo đảm giao thông dự bị được chuẩn bị sẵn...
- Chuẩn bị các điều kiện cần thiết cho chỉ huy, chỉ đạo, điều hành hậu cần và bảo vệ hậu cần là việc chuẩn bị các yếu tố cần thiết để chủ nhiệm hậu cần đề đạt với người chỉ huy về dự kiến kế hoạch hậu cần được chính xác, kịp thời; đồng thời, giúp chủ nhiệm hậu cần thực hiện đầy đủ quyết tâm của chỉ huy.

## Cơ quan chỉ huy hậu cần
Trong tác chiến, từ cấp trung đoàn và tương đương trở lên có tổ chức cơ quan chỉ huy hậu cần, do vậy cần chuẩn bị cho cơ quan chỉ huy hậu cần có công sự vững chắc, tổ chức bảo vệ chặt chẽ, duy trì nghiêm kỉ luật bảo mật phòng gian; giữ vững liên lạc thường xuyên , với cơ quan hậu cần cấp trên, cấp dưới, với các đơn vị bạn và địa phương; hiệp đồng chặt chẽ với các cơ sở và đơn vị hậu cần thuộc quyền; chuẩn bị vị trí chính thức và vị trí dự bị cho chỉ huy hậu cần bảo đảm chỉ huy, chỉ đạo chính xác, kịp thời, tập trung, liên tục, chặt chẽ.
Ngay từ thời bình, hậu cần các cấp, các đơn vị phải chuẩn bị bảo đảm cho các nhiệm vụ theo quy định. Khi chiến tranh xảy ra, căn cứ vào nhiệm vụ, yêu cầu tác chiến của đơn vị và quyết tâm tác chiến của người chỉ huy để điều chỉnh, bổ sung hoàn chỉnh các mặt chuẩn bị hậu cần. Trong quá trình chuẩn bị hậu cần phải kết hợp và hiệp đồng chặt chẽ với các lực lượng hậu cần trên địa bàn tác chiến, giữa hậu cần chủ lực cơ động với hậu cần khu vực phòng thủ địa phương, giữa hậu cần cấp trên với hậu cần cấp dưới và cùng cấp; phân công, phân cấp cụ thể, phát huy sức mạnh tổng hợp của các lực lượng trong chuẩn bị và bảo đảm hậu cần.

## Lịch sử
Trong lịch sử đấu tranh của dân tộc Việt Nam, vấn đề chuẩn bị hậu cần luôn được quan tâm cùng với chuẩn bị các mặt bảo đảm cho lực lượng vũ trang chiến đấu.
Trong thời kì phong kiến, các cuộc chiến tranh chống quân xâm lược phương Bắc, các thủ lĩnh nghĩa quân đã rất quan tâm tới việc chuẩn bị hậu cần, bảo đảm cho các lực lượng tham gia đánh giặc, như:
- Trong cuộc kháng chiến chống Lương (545-550) do Lý Nam Đế và Triệu Quang Phục lãnh đạo, để có lương thực bảo đảm cho nghĩa quân, Triệu Quang Phục chỉ huy một cánh quân về xây dựng căn cứ ở Dạ Trạch (huyện Khoái Châu, tỉnh Hưng Yên ngày nay), cho quân sĩ thay phiên nhau vừa luyện tập, vừa trồng lúa, trồng khoai để tự túc binh lương.
- Trong cuộc khởi nghĩa Mai Thúc Loan (772), Mai Thúc Loan chọn Sa Nam (huyện Nghi Xuân, tỉnh Hà Tĩnh) làm nơi cố thủ, chuẩn bị lực lượng, lương thực, vũ khí và xây dựng thế trận để chiến đấu lâu dài. Trong 3 cuộc kháng chiến chống quân Mông - Nguyên xâm lược (1258, 1285, 1287-88), ngay từ thời bình, Nhà Trần đã thực hiện kế sách "ngụ binh ư nông", xây dựng lực lượng vũ trang nằm trong dân, gắn liền sản xuất với sẵn sàng chiến đấu; khi có chiến tranh, Vua Trần ra lệnh cho quân, dân sắm sửa vũ khí, đóng góp thuyền bè để đánh giặc.
- Thời Nhà Lê, Lê Lợi, Nguyễn Trãi đã dựa vào vùng núi Lam Sơn hiểm yếu để chiêu mộ binh sĩ, luyện quân, chuẩn bị lương thực và sắm sửa vũ khí cho nghĩa quân đánh giặc.

Trong kháng chiến chống Pháp, từng trận chiến đấu, từng chiến dịch, cùng với chuẩn bị tác chiến, ta đã thực hiện tốt việc chuẩn bị hậu cần. Trong những chiến dịch nhỏ (từ năm 1947 đến giữa năm 1950), nội dung chuẩn bị hậu cần gồm tổ chức thu mua lương thực, thực phẩm và huy động dân công vận chuyển đến địa bàn chiến dịch, thời gian chuẩn bị khoảng 2-3 tháng. Đến các chiến dịch lớn (từ giữa năm 1950), chuẩn bị hậu cần gồm nhiều nội dung và thực hiện 2 bước: chuẩn bị trước và chuẩn bị trực tiếp. Khi chiến dịch được xác định trên một chiến trường mới, Tổng cục Cung cấp và các địa phương tiến hành công tác chuẩn bị: mở đường, sửa đường, chuẩn bị và huy động nhân lực, chuẩn bị lương thực, thực phẩm, kho tàng, thời gian chuẩn bị khoảng 4-6 tháng. Khi có quyết định chính thức mở chiến dịch, cơ quan hậu cần chiến dịch được thành lập làm công tác triển khai lực lượng, kho tàng, quân y, tổ chức vận chuyển vật chất vào khu vực tập kết chiến dịch, chiến đấu..., thời gian khoảng 1-2 tháng.
Trong kháng chiến chống Mỹ, chuẩn bị hậu cần chiến dịch cũng chia làm 2 bước: chuẩn bị trước từ khi có phương án chiến dịch và chuẩn bị trực tiếp khi nhiệm vụ và kế hoạch tác chiến đã được xác định. Nội dung chuẩn bị trước gồm khảo sát, nghiên cứu đường vận chuyển, khả năng khai thác nhân lực, vật lực tại chỗ. Nội dung chuẩn bị trực tiếp gồm việc triển khai các căn cứ hậu cần chiến dịch, tổ chức dự trữ vật chất và tiến hành mọi công tác bảo đảm tại các căn cứ, bảo đảm cho lực lượng chiến dịch vào tập kết, sẵn sàng bảo đảm cho tác chiến. Thời gian chuẩn bị trước thường kéo dài 2-4 tháng, chuẩn bị trực tiếp thường 1-2 tháng. Đến cuối cuộc kháng chiến, do đã có điều kiện tổ chức và chuẩn bị chiến trường trước, các bước chuẩn bị hậu cần được rút ngắn; như ở Chiến dịch Đường 9 - Khe Sanh (1968), thời gian chuẩn bị 3 tháng, trong đó chuẩn bị trực tiếp gần 2 tháng; Chiến dịch Hồ Chí Minh (1975), thời gian chuẩn bị gần 1 tháng nhưng hậu cần vẫn bảo đảm đầy đủ và kịp thời cho tác chiến thắng lợi.

## Mối quan hệ
Chuẩn bị hậu cần có mối quan hệ chặt chẽ với chuẩn bị kỹ thuật và chuẩn bị tác chiến. Căn cứ vào nhiệm vụ, yêu cầu, nội dung chuẩn bị tác chiến để chuẩn bị hậu cần và chuẩn bị kỹ thuật cho phù hợp. Hậu cần và kỹ thuật là 2 ngành đan xen nhau trong quá trình chuẩn bị và bảo đảm cho tác chiến. Phương tiện vận tải và một số phương tiện khác của hậu cần (như phương tiện xây dựng, làm đường, phương tiện y tế...) muốn hoạt động tốt đòi hỏi phải thường xuyên chuẩn bị tốt về mặt kĩ thuật. Mặt khác, các loại vật chất kỹ thuật muốn được chuyển kịp thời, đầy đủ cho các lực lượng tác chiến phải thông qua hoạt động của công tác vận tải.
Trong chiến tranh tương lai, việc chuẩn bị hậu cần sẽ ngày càng hoàn thiện. Quân đội các nước sẽ áp dụng các thành tựu khoa học công nghệ tiên tiến vào chuẩn bị hậu cần. Việc điều chỉnh, bổ sung lực lượng, phương tiện, vật chất hậu cần sẽ được lập trình sẵn, môđun hóa, bảo đảm nhanh chóng và độ chính xác cao; tự động hóa chỉ huy hậu cần ngày càng hoàn thiện.